# Club Voleibol Las Palmas
Pour les articles homonymes, voir Las Palmas (homonymie).
Maillots
Le 'Club Voleibol Las Palmas est un club espagnol de volley-ball féminin basé à Las Palmas de Gran Canaria.

## Historique
- 2010 : fusion avec le Club Voleibol J.A.V. Olímpico

## Palmarès
- Championnat d'Espagne : 2003.